# 有眉月的旗幟圖集
以下罗列了上有眉月图样的國旗、军旗、区划旗等旗帜

## 眉月面對星星

### 每个月牙对着一颗星

自由亞齊運動國旗
阿爾及利亞的國旗
阿爾及利亞的海軍旗
自由克什米爾國旗
亞塞拜然國旗
阿塞拜疆民主共和国 (1918)
阿塞拜疆苏维埃社会主义共和国 (1920-1921)
巴基斯坦巴哈瓦爾布爾旗幟
波斯尼亚旗帜 (1878)
波斯尼亚国旗(1831)
布哈拉苏维埃人民共和国国旗(1921-1923)
加尔各答旗帜 (非官方， 1906–1907)
克羅地亞國旗
克罗地亚民船旗、政府船旗
克羅地亞海軍旗
迪尔旗帜
埃及國旗（19世紀）
埃及國旗(1914-1922年)
南阿拉伯聯邦旗幟 (1962-1967)
赫塞哥維納 (波士尼亞克族地区，约1760年)
坎巨提国旗 (到1974)
海得拉巴国旗(1724-1948)
西色雷斯土耳其共和國（1913年8月至1913年10月）
印度自治运动旗帜 (1917)
伊拉克土庫曼人旗幟
巴基斯坦伊斯蘭瑪巴德首都區旗幟
马来西亚柔佛州旗帜
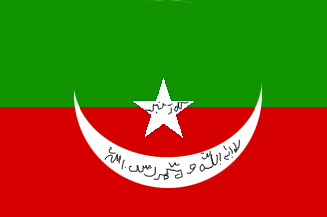
格拉德汗国旗帜
馬來西亞吉蘭丹旗幟
哈兰旗帜
花剌子模苏维埃人民共和国国旗
拉斯贝拉旗帜
利比亚国旗
巴基斯坦莫克蘭旗幟
马来西亚登嘉楼州旗
馬來西亞吉隆坡旗幟
马来西亚马六甲旗帜
馬來西亞國旗
茅利塔尼亞國旗
巴基斯坦開伯爾－普赫圖赫瓦省旗幟
巴基斯坦国旗
巴基斯坦總統旗幟
塔塔尔人旗帜
里夫共和國旗幟 (1921-1926)
马来西亚雪兰莪州旗帜
巴基斯坦信德省旗幟
苏瓦迪维联合共和国旗帜 (1959-1963)
馬來西亞登嘉楼旗幟
突尼斯国旗
土耳其国旗
土耳其总统旗帜
北塞浦路斯国旗
西撒哈拉旗帜
马斯科吉联邦旗帜
捷克瓦恩斯多夫旗帜
科摩罗莫愛利島旗帜
庫梅克人旗幟
塞米諾爾人旗幟
马来西亚纳闽旗帜
波斯尼亚旗帜(1875-1877)
浩罕汗國
格拉德王國
哈夫斯王朝旗幟
馬哈爾蘇丹國
布哈拉酋長國
占族旗幟
阿拉什自治共和國國旗 (1917-1920)
東突厥斯坦旗

### 每个月牙对着多颗星

科科斯（基林）群島旗幟（位于印度洋，为澳大利亚海外领地）
科摩罗国旗
科摩罗前國旗
埃及國旗 (1922-1952年)
大科摩罗岛旗幟
新加坡國旗
新加坡總統旗帜
新加坡政府旗幟
新加坡海軍旗幟
土庫曼國旗
烏茲別克國旗
卡拉卡爾帕克斯坦旗幟
nakht
科摩羅國旗（1992年-1996年）

## 眉月和太陽

加爾各答旗幟
摩爾多瓦國旗
蒙古國旗
尼泊爾國旗
内蒙古人民党旗帜

## 其他眉月的設計

阿拉伯聯盟旗幟
西班牙坎塔布里亞非官方旗幟
西班牙阿良德旗帜
約旦安曼旗幟
波士尼亞人旗幟
文莱国旗
秘鲁钦博特旗帜
蘇丹達爾富爾旗幟
美国南卡罗来纳州莫尔特里堡旗帜
2004年被否决的伊拉克新国旗
伊朗国旗 （四个新月对一把利剑）
庫德斯坦王國国旗 (1922 - 1924)
马尔代夫国旗
法國馬約特旗幟（非官方）
蒙兀兒帝國國旗 (1526-1828)
蒙古國巴彥烏列蓋省旗幟
红新月会旗帜
魯姆蘇丹國國旗(1453-1854)
美国南卡罗来纳州
土耳其东正教旗帜
塞浦路斯艾萨克科穆宁王朝旗帜(1184-1195)
阿瓦尔汗国国旗
阿瓦尔旗帜
巴基斯坦人民党旗帜
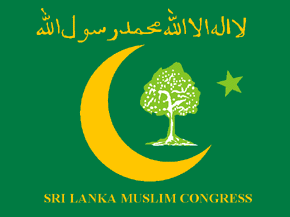
斯里兰卡穆斯林大会旗帜
桑給巴爾苏丹国旗帜
上雅法旗帜
麥斯赫特土耳其人旗帜
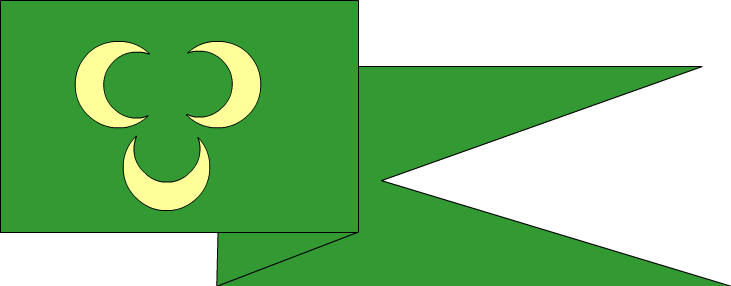
奥斯曼帝国军旗
贝瀚酋长国旗帜
Dhala酋长国旗帜
昂儒昂島旗幟
米克马格旗帜

## 外部連結
- Crescent Moon: Symbol of Islam? （页面存档备份，存于）
- Selenology, Vexillology and intercultural Rorschach